# Gruppo Otologico
Gruppo Otologico — отологический центр, расположенный в Пьяченце (Италия). Основан в 1983 году. Основателем и бессменным руководителем центра является известный отохирург Марио Санна.

## Структура
Коллектив центра занимается лечением больных с патологией уха (наружный и средний отит, мастоидит, микротия, лопоухость, холестеатома среднего уха, отосклероз, поражения лицевого нерва) и основания черепа (вестибулярная шваннома, менингиома, параганглиома, холестеатомы пирамиды височной кости (англ.). Выполняются также кохлеарные имплантации. Коллектив, помимо отохирургов, включает в себя также нейрохирургов, анестезиологов-реаниматологов, электрофизиологов, аудиологов, логопедов, специалистов по слуховым аппаратам.
Помимо лечебной деятельности, центр занимается обучением специалистов со всего мира. В период с 1992 по 2016 год в Gruppo Otologico на итальянском и английском языках в общей сложности проведено около 150 хирургических и диссекционных курсов. В центре имеется специализированная костная лаборатория, оснащенная операционными микроскопами, борами, аспираторами и микроинструментами. Лаборатория названа в честь учителя Марио Санны — Уильяма Хауса (англ.), американского отохирурга из Института уха в Лос-Анджелесе, известного своими работами по имплантируемым слуховым аппаратам.